# 19世纪新教在华差会
参考：
《中华归主》